# 三十里堡故城址
三十里堡故城址，位于山东省烟台市福山区古现镇三十里堡村，是中华人民共和国山东省文物保护单位之一。
1992年6月12日，授予山东省文物保护单位，是一座古遗址。